# Mariposa Folk Festival
Das Mariposa Folk Festival ist ein Folk-Festival in Orilla, das seit 1961 zeitweise verschiedenen Orten im Südosten Kanadas stattfand.

## Geschichte
Das erste Festival fand 1961 in Orillia, Ontario, Kanada statt. Es wurde immer beliebter und 1963 überwogen die Besucherzahlen die Einwohner von Orillia, und daher veranlasste der Stadtrat, das Festival 1964 zu verbieten. Für die nächsten zwei Jahrzehnte zog Mariposa an Orte in Toronto und Caledon.
1966 führte Mariposa mehrere Bühnen ein, sodass mehrere Auftritte gleichzeitig stattfinden konnten. In den 1970er Jahren machten die Festivalorganisatoren mehrere Neuerungen für das Festival. Sie stoppten Abendauftritte und führten Bildungsworkshops ein. Darüber hinaus haben sie das Mariposa in the Schools-Programm ins Leben gerufen, um Folksmusiker an die Schulen in Ontario zu bringen, und haben eine Aborigine-Völker-Zone entwickelt, um Aborigine-Künstler hervorzuheben. Mariposa zog die Aufmerksamkeit der Medien auf sich und zog Künstler aus der ganzen Welt an.
Viel Regen in den 1980er Jahren reduzierte die Besucherzahlen des Festivals und die Einnahmen. Das Festival zog in den Molson Park in Barrie um und dadurch wuchsen die Besucherzahl von 2.000 Personen im Jahr 1984 auf 25.000 im Jahr 1991. Nachdem sie ihren Sponsor verloren hatten, kehrten Mariposa in den 1990er Jahren nach Toronto zurück. Um ihre wachsende Verschuldung zu bekämpfen, versuchten die Festivalorganisatoren einen neuen Ansatz und veranstalteten 1996 zwei Festivals in zwei verschiedenen Städten, Cobourg und Bracebridge. Sie waren erfolglos und das Festival tat sich mit der Gemeinde Parkdale in Toronto 1999 zusammen, um eine kostenlose Veranstaltung für einen Tag zu veranstalten.
Im Jahr 2000 lud der Stadtrat von Orillia Mariposa ein, dorthin zurückzukehren. Sie sind dort seit 2000. 2009 startete das Festival Initiativen zur Verringerung ihrer ökologischen Auswirkungen.
Mariposa ist eines der ältesten Folkfestivals in Nordamerika und seit Jahrzehnten treten dort viele namhafte Künstler auf, darunter Joni Mitchell, Bob Dylan, Leonard Cohen, Buffy Saint-Marie und Gordon Lightfoot.